# Geneviève Obone
Geneviève Obone est une athlète gabonaise.

## Carrière
Geneviève Obone est éliminée en séries du 100 mètres féminin aux championnats du monde d'athlétisme 1993 à Stuttgart.
Elle remporte la médaille de bronze du relais 4 × 400 mètres aux Championnats d'Afrique d'athlétisme 1996 à Yaoundé. Elle est éliminée en séries du 100 mètres aux Jeux africains de 1999 à Johannesbourg et aux Jeux africains de 2003 à Abuja.